# Gran esposa real
| M23 | N41 · X1 | wr · t |

| M23 | N41 · X1 | wr · t |

Gran Esposa Real (en antiguo egipcio: ta hemet nesu) era el título dado a la esposa principal de los faraones. Lo utilizó por primera vez, durante el segundo período intermedio, la reina Nubemhet, esposa de Sobekemsaf I; pero fue Meretseger, la esposa de Sesostris III, la primera reina consorte que escribió el título (wrt) junto con su nombre en un cartucho.

## Cargo oficial

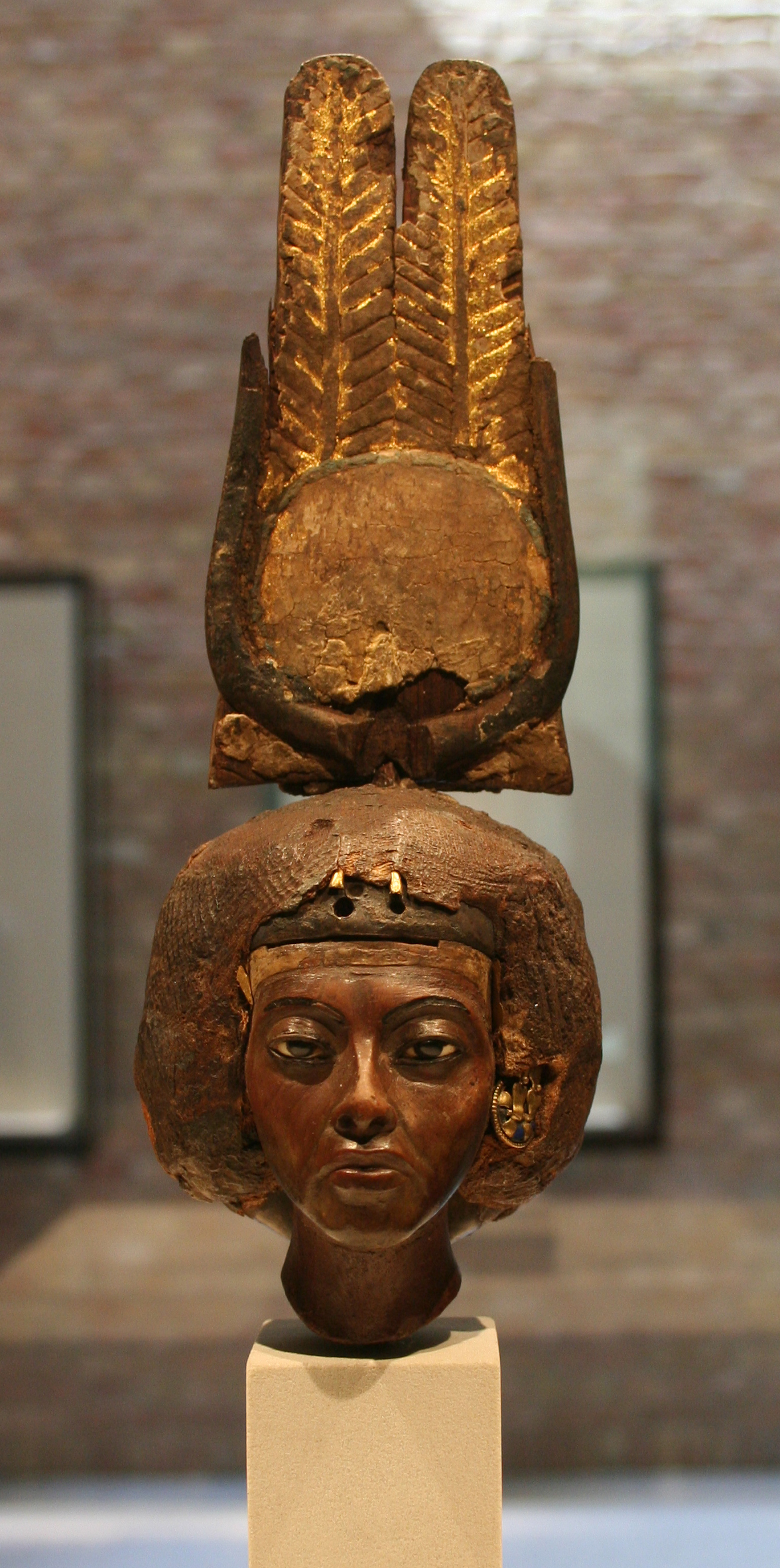
Escultura en madera con incrustaciones de piedra y metal de Tiy, Gran Esposa Real de Amenofis III y madre de Akenatón. Nótese la corona de la diosa Hathor con los cuernos como marco junto con el disco solar y las dos grandes plumas de avestruz, indicativo de su rol como Gran Esposa Real. Dinastía XVIII. Imperio Nuevo.

La Gran Esposa Real era la consorte oficial. El cargo sufrió múltiples modificaciones y fue adaptándose a las diversas circunstancias del devenir social, religioso y político de la realeza. Así, mientras el cargo era ejercido por hermanas o medias hermanas —hijas de la anterior Gran Esposa Real— a efectos de legitimar el ascenso al trono de un determinado vástago real, como fue el caso de Hatshepsut con Thutmose II, la posición fue ejercida también por hijas del rey en curso, como fue el caso de Ramsés II, quien tomó a su hija Meritamón como consorte principal. En otros casos, la posición fue ejercida por mujeres que no tenían ningún vínculo sanguíneo con la casa reinante, pero esto era excepcional. La única extranjera de la que se sabe alcanzó el puesto de Gran Esposa Real fue la princesa hitita Maathornefrura, a quien Ramsés II concedió el título tras la muerte de sus dos primeras grandes esposas, Nefertari e Isis-Nefert; sus hijos no tuvieron acceso al trono. En otras ocasiones, el título era concedido a una esposa secundaria a la muerte del faraón, en el caso de que un hijo suyo fuera el heredero y sucesor.  
Si bien la mayoría de los egipcios eran monógamos, el faraón tenía otras esposas secundarias y algunas concubinas de menor rango, lo que le permitía contraer matrimonios por cuestiones dinásticas —con la heredera por derecho real—, sentimentales, y políticas y diplomáticas —con las hijas de aliados, tanto nacionales como extranjeros—. 
La Gran Esposa Real gobernaba la Casa Jeneret, la residencia de las esposas, concubinas y familiares femeninas del soberano y centro de crianza y educación de los hijos reales, una institución de gran influencia e independencia económica, ya que contaba con sus propios administradores, funcionarios y sirvientes que trabajaban para los talleres adscritos a ella.

### Iconografía
La identificación de la Gran Esposa Real es clara desde el momento en que la mujer que lo ejercía era portadora de determinados atributos, fueran rituales o políticos.
A partir de la dinastía XII se le asignó el derecho a poner su nombre en un cartucho, tal como hacía el faraón.
Durante el Imperio Nuevo, un atributo típico de estas mujeres era la Corona Atef, compuesta de dos plumas de avestruz con base en el disco solar enmarcado por los cuernos de la diosa Hathor. En algunos casos, se adornaba con una imagen de la diosa Nejbet, cuyo animal emblema era el buitre.

### Funciones religiosas

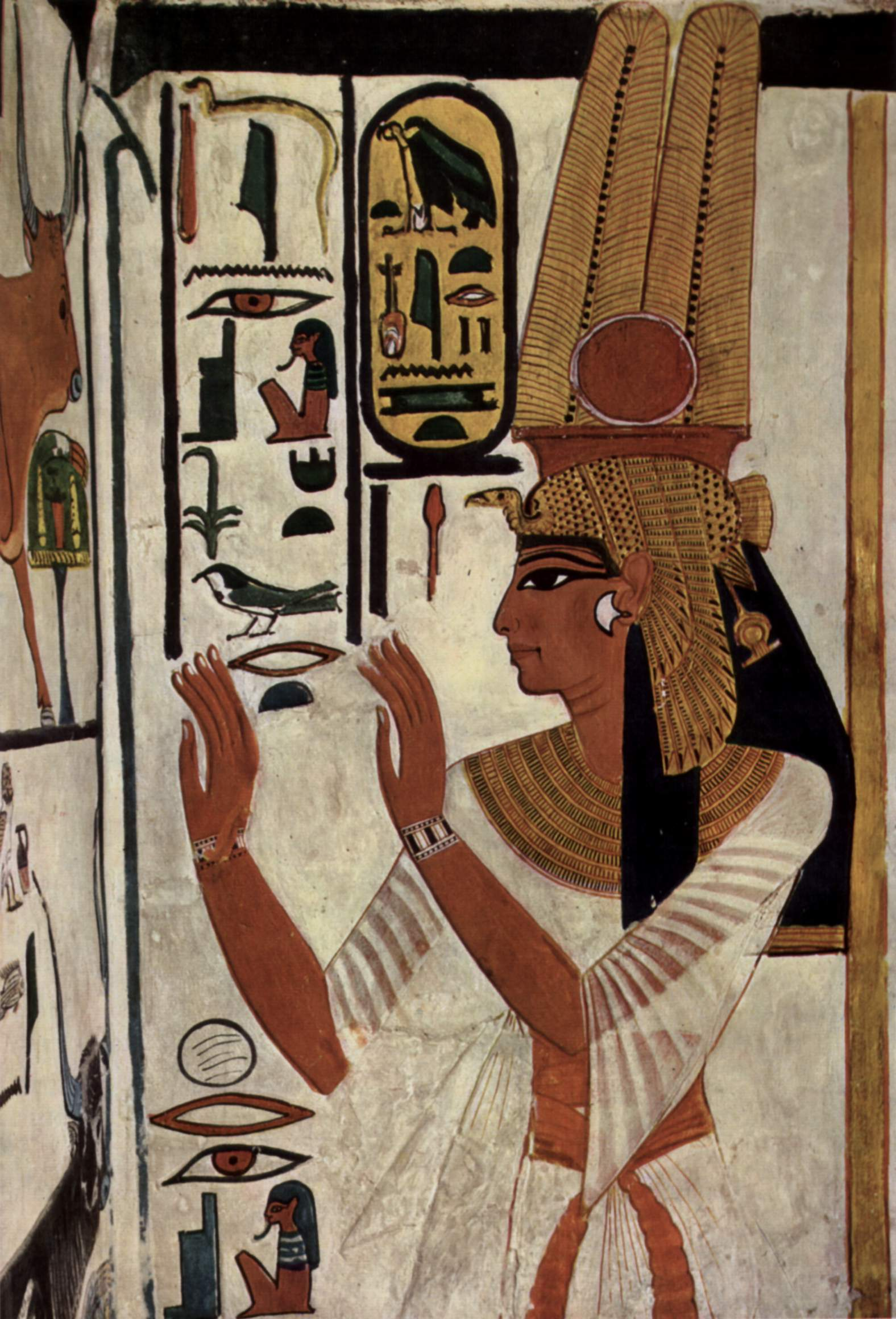
Nefertari, la Gran Esposa Real del rey Ramsés II, adornada con corona de plumas de avestruz y disco solar. Obsérvese los cartuchos que rodean su nombre. Dinastía XIX. Imperio Nuevo.

En la historia del Antiguo Egipto coexistían diversos cultos a través de la geografía del país, de tal modo que en cada ciudad existía un dios patrono de la misma, como en el caso de Abidos con el dios Osiris, Tebas con el dios Amón, Menfis con Ptah, Ajmin con el dios Min y demás. Dentro del devenir del desarrollo religioso, en la época del Imperio Nuevo se había desarrollado ampliamente el concepto de tríada: la adoración del dios, su esposa y su hijo a modo de proyección familiar reproducida en la familia reinante, donde el faraón representaba al dios, la Gran Esposa Real a la divina consorte del dios y el príncipe heredero, al retoño de la pareja divina.
Así, en diversas ciudades, conforme al dios patrono de la ciudad, florecieron diversos cultos y prácticas religiosas donde tanto el faraón personificaba al dios, como su Gran Esposa Real encarnaba a su divina consorte y el heredero al trono, el vástago divino. Por ejemplo, en la ciudad de Abidos el culto a Osiris implicaba una importancia fundamental al rol de la Gran Esposa Real, quien tenía la misión de encarnar a la esposa del dios, Isis, para así ejercer los rituales de revivir al dios muerto. Similar práctica se puede ver en las festividades de la ciudad de Tebas, donde el patrono, Amón, tenía como divina esposa a Mut y el hijo era Jonsu.
La posición de Gran Esposa Real implicaba un sinfín de funciones rituales, no solo de carácter político, sino también para cubrir determinadas actividades relacionadas con el universo de deidades, en una clara injerencia del estado en la vida religiosa de los egipcios.
La Gran Esposa Real era la representación de Isis en la tierra, lo que acarreaba las características de ser la protectora del faraón, como Isis lo fue de Osiris. En diversas festividades y procesiones religiosas, el rol de la Gran Esposa Real era sumamente importante y en algunas de carácter fundamental.

## Sucesión al trono
El orden de sucesión en el Antiguo Egipto pasaba a través de las mujeres de la familia real, por lo que el heredero debía casarse con una hija de la anterior Gran Esposa Real, depositaria de los derechos: el faraón era el Horus viviente y la herencia divina que le acreditaba como tal se transmitía por línea materna. Este matrimonio era necesario, sobre todo, cuando el faraón era hijo de una esposa secundaria, otro príncipe de la casa real o incluso un usurpador que procedía de otra familia —como ocurrió en distintas ocasiones dando lugar a un cambio de dinastía—, pero siempre manteniendo los derechos heredados de la estirpe anterior. Matrimonios secundarios con otras mujeres de la familia real aseguraban herederos del mismo linaje, así como princesas que pudiesen convertirse en esposas reales. Las princesas reales desempeñaban también una función primordial en la religión, ya que la Gran Esposa Real oficiaba los ritos como suma sacerdotisa de distintos templos, en un pueblo donde la religión estaba inexorablemente entrelazada con las funciones de los gobernantes.
La principal función política que centraba la Gran Esposa Real era entonces la de mantener la estirpe real. En algunos casos, el título de Gran Esposa Real era precedido por el epíteto a modo de título cortesano de «la dadora de herederos», realzando que la sucesión real debiera pasar por un hijo de ella, fuera varón o mujer.

### Vástago masculino
Si el caso fuera el primero, un príncipe varón no habría tenido problemas de legitimar su ascensión al trono, al tener pleno derecho por ser heredero del faraón e hijo de la Gran Esposa Real. Para ejemplo está el matrimonio de Amenhotep III y su gran esposa real, Tiy, quien dotó al rey de dos hijos varones: el primer heredero, el príncipe Thutmes, ignoto por haber tenido una muerte temprana, dándose la oportunidad de que el segundo hijo de la gran esposa real fuese finalmente el sucesor del faraón, el príncipe Amenhotep, quien fue a posteriori más conocido como Akenatón.

### Vástago femenino

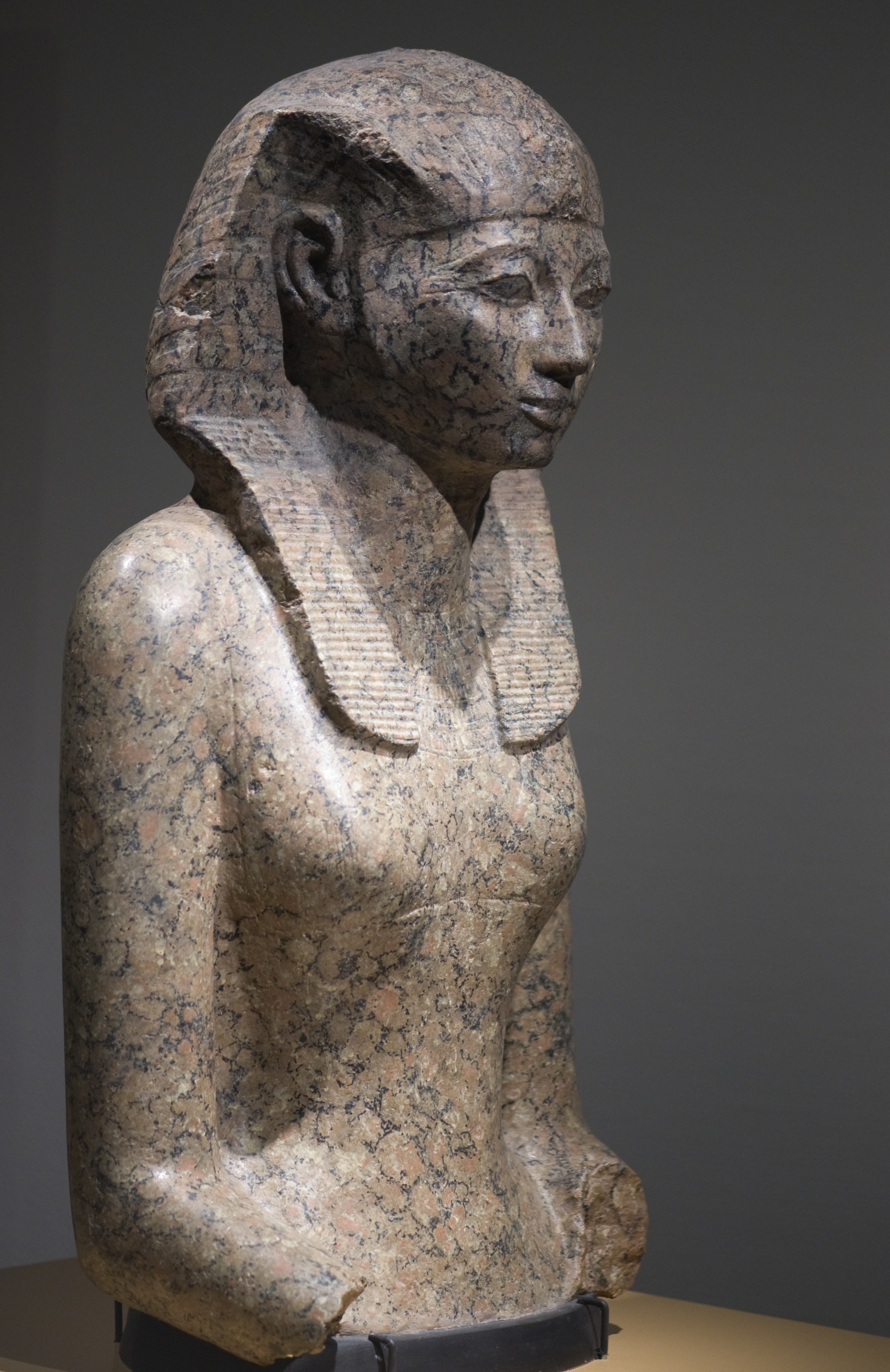
Estatua de Hatshepsut.

Si la Gran Esposa Real concebía una hija, dicha princesa tenía escasas posibilidades de llegar a ser reina-faraón. Su destino más probable era ser desposada con un hijo del rey –a veces nacido de la unión con una esposa de menor rango– o con un pretendiente al trono a quien ningún vínculo sanguíneo uniera con la casa reinante.
El mejor ejemplo que brinda la historia de reina-faraón es Hatshepsut, quien siendo hija favorita del rey Tutmosis I y su gran esposa real encontró impedimentos para suceder a su padre, razón por la cual fue desposada con un príncipe real, hijo de una esposa secundaria del rey, el futuro faraón Tutmosis II. Esta misma costumbre puede ser observada en el desposorio del joven príncipe Tutankamón, quien siendo probablemente hijo del rey Akenatón y una esposa de menor rango, tuvo como Gran Esposa Real a Anjesenamón, fruto del faraón y su Gran Esposa Real, Nefertiti.
La función política de la posición de Gran Esposa Real queda más explícitamente de manifiesto con la extinción de la dinastía XVIII, la cual se extinguió en su línea masculina con la prematura muerte de Tutankamón, quien no dejó heredero. El sucesor al trono, el antiguo visir (chaty) del faraón hereje, el noble Ay, ascendió al poder desposando a una de las princesas de la Gran Esposa Real de Akenatón, la princesa Ankesenamón, para mantener la relación con la estirpe.
A su vez, a la muerte del faraón Ay, un usurpador tomó el trono, Horemheb, quien desposó a una hija de Ay como Gran Esposa Real, la princesa Mutnedymet. De esta forma, el nuevo faraón Horemheb pretendió darle un aspecto de legitimidad a su ascensión al trono y así aparentar su reinado como una continuidad de la dinastía anterior.

## Grandes esposas reales

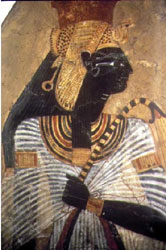
Ahmose-Nefertari, que instauró una larga dinastía de grandes esposas reales en la dinastía XVIII.

La madre del heredero al trono no tenía por qué ser Gran Esposa Real, pero una vez era coronado faraón solía conceder a su madre ese título junto con otros, incluso aunque ella no tuviera ese derecho durante la vida de su marido, como hizo Amenhotep III con su madre, Mutemuia; incluso a veces, el título se concedió de forma póstuma, como a Iset, la madre de Tutmosis III.
El mayor grado de poder de una Gran Esposa Real fue alcanzado por Hatshepsut, quien, después de la muerte de su esposo, Tutmosis II, se convirtió en regente durante la minoría de su hijastro, Tutmosis III, asumiendo finalmente el título de faraón y tomando decisiones propias de un gobernante. Aunque hubo otras reinas que gobernaron Egipto, Hatshepsut fue la primera mujer que tomó el título de faraón, impidiendo el matrimonio entre el nuevo rey, hijo de una esposa secundaria, y su hija, la princesa real Neferura, única persona que podía legitimar el ascenso al trono del sucesor.
Durante el período de Amarna, el faraón Akenatón elevó a la Gran Esposa Real, Nefertiti, a una posición muy cercana a la suya propia, de modo que podría considerarse como corregente con él, dándole un papel mucho más prominente en los rituales religiosos que cualquier otra Gran Esposa Real haya tenido antes o después de ella. 
Aunque Ramsés II no concedió a la Gran Esposa Real Nefertari ninguna facultad extraordinaria, sí le dio un gran protagonismo, colocando estatuas de ella del mismo tamaño que las suyas y construyéndole su propio templo en Abu Simbel, un acto sin precedentes en la historia del Antiguo Egipto.
Las esposas secundarias del faraón (hmt nsu) por lo general no son mencionadas en las inscripciones de los monumentos salvo excepciones como la de Kiya, esposa secundaria de Akenatón, que le concedió el título de Esposa Muy Amada (hemet mererty aat), aunque existen referencias en forma más abreviada como La Favorita o ta shepset. Otro ejemplo de excepción es el caso de la reina Isis-Nefert, probablemente la primera esposa de Ramsés II, que convivió a la sombra de la Gran Esposa Real de aquel faraón, la renombrada Nefertari, y que la sucedió en el puesto a su defunción.

## Reinas Portadoras del Título

### antiguo Egipto

#### Imperio Medio
| Dinastía     | Nombre     | Esposó       | Comentario                                                      |
| ------------ | ---------- | ------------ | --------------------------------------------------------------- |
| Dinastía XII | Meretseger | Senusret III | Posiblemente la primera gran esposa real de la historia egipcia |

#### Segundo periodo Intermedio
| Dinastía      | Nombre        | Esposo                                      | Comentario                                                                     |
| ------------- | ------------- | ------------------------------------------- | ------------------------------------------------------------------------------ |
| Dinastía XIII | Nubhetepti    | Hor I                                       |                                                                                |
| Dinastía XIII | Nubkhaes (I)  | Sobekhotep V, Sobekhotep VI o Wahibre Ibiau |                                                                                |
| Dinastía XIII | Ineni         | Merneferre Ai                               |                                                                                |
| Dinastía XIII | Nehyt         | (?)                                         | Solo conocida por dos escarabeos tallados                                      |
| Dinastía XIII | Satsobek      | (?)                                         | Solo conocida por un escarabeo tallado                                         |
| Dinastía XIII | Sathathor     | (?)                                         | Solo conocida por un escarabeo tallado, el nombre no se puede leer con certeza |
| Dinastía XVI  | Mentuhotep    | Dyehuti                                     |                                                                                |
| Dinastía XVI  | Sitmut        | Mentuhotep VI (?)                           |                                                                                |
| Dinastía XVII | Nubemhat      | Sobekemsaf I                                |                                                                                |
| Dinastía XVII | Sobekemsaf    | Nubjeperra Intef                            | hermana de un faraón desconocido, enterrada en su ciudad natal de Edfu         |
| Dinastía XVII | Nubkhaes (II) | Sobekemsaf II                               |                                                                                |
| Dinastía XVII | Tetisheri     | Senajtenra Ahmose                           | Madre de Seqenenra Taa                                                         |
| Dinastía XVII | Ahhotep I     | Seqenenra Taa                               | Madre de Ahmose I y Ahmose-Nefertari                                           |

#### Imperio Nuevo
| Dinastía       | Nombre             | Esposo          | Comentario |
| -------------- | ------------------ | --------------- | --- |
| Dinastía XVIII | Ahmose-Nefertari   | Ahmose I        | Madre de Amenofis I y Ahmose-Meritamon |
| Dinastía XVIII | Sitkamose          | Ahmose I (?)    | |
| Dinastía XVIII | Ahmose-Hentimehu   | Ahmose I (?)    | Hija de la reina Inhapi |
| Dinastía XVIII | Ahmose-Meritamon   | Amenofis I      | |
| Dinastía XVIII | Ahmose             | Tutmosis I      | Madre de Hatshepsut |
| Dinastía XVIII | Hatshepsut         | Tutmosis II     | Posteriormente reina-faraón |
| Dinastía XVIII | Isis               | Tutmosis II     | Recibió el título de su hijo Tutmosis III después de convertirse en faraón. |
| Dinastía XVIII | Neferura (?)       | Thutmose III    | No hay evidencia por el momento |
| Dinastía XVIII | Satiah             | Tutmosis III    | |
| Dinastía XVIII | Meritra Hatshepsut | Tutmosis III    | Madre de Amenofis II |
| Dinastía XVIII | Tiaa               | Amenofis II     | Recibió el título de su hijo Tutmosis IV después de la muerte de su esposo - Amenhotep II intentó romper el linaje real al no registrar a ninguna de sus esposas, que podrían no haber sido de la realeza, y Tiaa solo fue mencionada más tarde, por su hijo |
| Dinastía XVIII | Nefertari          | Tutmosis IV     | Media hermana de Tutmosis IV |
| Dinastía XVIII | Iaret              | Tutmosis IV     | |
| Dinastía XVIII | Tenettepihu        | Tutmosis IV (?) | Conocida por un ushabti y una estatua funeraria, que se cree data de la época de Tutmosis IV (?) |
| Dinastía XVIII | Mutemuia           | Tutmosis IV     | Recibió el título de su hijo, Amenhotep III, después de la muerte de su esposo para que su propio nacimiento pareciera real |
| Dinastía XVIII | Tiy                | Amenofis III    | Madre de Akenatón |
| Dinastía XVIII | Sitamón            | Amenofis III    | Hija de Amenofis III y Tiy |
| Dinastía XVIII | Iset               | Amenhotep III   | Hija de Amenofis III y Tiy |
| Dinastía XVIII | Nebetnehat         | Sin identificar | Conocida por los cartuchos encontrados en fragmentos canopos, vivió entre mediados y finales de la dinastía XVIII |
| Dinastía XVIII | Nefertiti          | Akenatón        | Madre de Meritatón y Anjesenamón, posible hija del faraón Ay y candidata a haber sido reina-faraón |
| Dinastía XVIII | Meritatón          | Smenkhkara      | Hija de Akenatón y Nefertiti |
| Dinastía XVIII | Anjesenamón        | Tutankamón      | Hija de Akenatón y Nefertiti |
| Dinastía XVIII | Tey                | Ay              | |
| Dinastía XVIII | Mutnedymet         | Horemheb        | Probablemente hija del faraón Ay y Tey |
| Dinastía XIX   | Sitra              | Ramsés I        | Madre de Seti I |
| Dinastía XIX   | Tuya               | Seti I          | Madre de Ramsés II |
| Dinastía XVIII | Nefertari          | Ramsés II       | |
| Dinastía XIX   | Isis-Nefert        | Ramsés II       | Madre de Merenptah |
| Dinastía XIX   | Bintanat           | Ramsés II       | Hija mayor de Ramsés II e Isis-Nefert |
| Dinastía XIX   | Meritamón          | Ramsés II       | Hija de Ramsés II y Nefertari |
| Dinastía XIX   | Nebettaui          | Ramsés II       | Hija de Ramsés II y Nefertari |
| Dinastía XIX   | Henutmira          | Ramsés II       | Hija o hermana de Ramsés II |
| Dinastía XIX   | Maathorneferura    | Ramsés II       | Princesa hitita |
| Dinastía XIX   | Isis-Nefert II     | Merenptah       | Hermana de su esposo |
| Dinastía XIX   | Tausret            | Seti II         | Última mujer faraón hasta la dinastía ptolemaica |
| Dinastía XIX   | Takhat             | Seti II (?)     | |
| Dinastía XX    | Tiy-Merenese       | Sethnajt        | Madre de Ramsés III |
| Dinastía XX    | Iset Ta-Hemdjert   | Ramsés III      | Madre de Ramsés VI |
| Dinastía XX    | Henutaui           | Ramsés V        | Reina mencionada en el papiro Wilbour |
| Dinastía XX    | Nubkhesbed         | Ramsés VI       | Madre de la princesa Iset, quien más tarde sería la esposa del dios Amón |
| Dinastía XX    | Baketurel          | Ramsés IX       | |
| Dinastía XX    | Tyti               | Ramsés X        | Probablemente esposa de Ramsés X, enterrada en QV52 |
| Dinastía XX    | Anuketemheb        | desconocido     | Propietaria original del sarcófago y los vasos canopes utilizados por la reina Takhat en KV10, datados en la dinastía XIX o XX |

#### Tercer periodo intermedio
| Dinastía      | Nombre        | Esposo      | Comentario                        |
| ------------- | ------------- | ----------- | --------------------------------- |
| Dinastía XXI  | Nodjmet       | Herihor     | Probablemente madre de Pinedyem I |
| Dinastía XXI  | Mutnedjmet    | Psusennes I |                                   |
| Dinastía XXII | Karomama      | Takelot II  | Madre de Osorkon III              |
| Dinastía XXV  | Khensa        | Piye        |                                   |
| Dinastía XXV  | Peksater      | Piye        |                                   |
| Dinastía XXV  | Takahatenamón | Taharqa     |                                   |
| Dinastía XXV  | Isetemkheb    | Tanutamón   |                                   |

#### Baja Época
| Dinastía      | Nombre         | Esposo       | Comentario                                                    |
| ------------- | -------------- | ------------ | ------------------------------------------------------------- |
| Dinastía XXVI | Mehytenweskhet | Psamético I  | Madre de Necao II                                             |
| Dinastía XXVI | Takhuit        | Psamético II | Madre de Apries y última titular conocida en portar el título |

### Citas
1. ↑  Dodson, After the Pyramids pág. 21.
2. ↑  Dodson y Hilton, The Complete Royal Families of Ancient Egypt, pp. 25-26
3. ↑  L. Holden, op. cit., pág. 302.
4. ↑  Arab, Sameh (1996). «The queens of Egypt» (en inglés). Consultado el 19, 11, 2008.
5. ↑  Seawright, Caroline (1999-2004). «Hatshepsut, Female Pharaoh of Egypt». Tour Egypt (en inglés). Archivado desde el original el 16 de agosto de 2018. Consultado el 19, 11, 2008.
6. ↑  Joann Fletcher, op. cit., pág 167
7. ↑  Dodson y Hilton, op.cit., pág. 138
8. ↑  Christensen, Martin K.I. «Women in Power: BCE 4500-1000» (en inglés). Consultado el 19, 11, 2008.
9. ↑  Nicholas Reeves, op. cit., pág. 24

## Otra información
- Schulman, Alan R. (1979). «Diplomatic Marriage in the Egyptian New Kingdom». Journal of Near Eastern Studies 38 (3, pág. 177). DOI: 10.1086/372739.
- Desroches Noblecourt, Chrstiane (1999). La mujer en tiempos de los Faraones. Editorial Complutense. ISBN 84-89784-74-4.
- Kelly Simpson, William (1974). «Polygamy in Egypt in the Middle Kingdom?». The Journal of Egyptian Archaeology. Vol. 60 (p.p. 100-105). ISSN 0307-5133.
- Nelson, Sarah M. (2003). Ancient Queens. Ed. Rowman Altamira. pp. p. 93 y ss. ISBN 0-7591-0346-1. capítulo 6: The Ancient Egyptian Queen escrito por Lana Troy

- Datos: Q1073256
- Multimedia: Great Royal Wife / Q1073256